# عروق بنی معارض

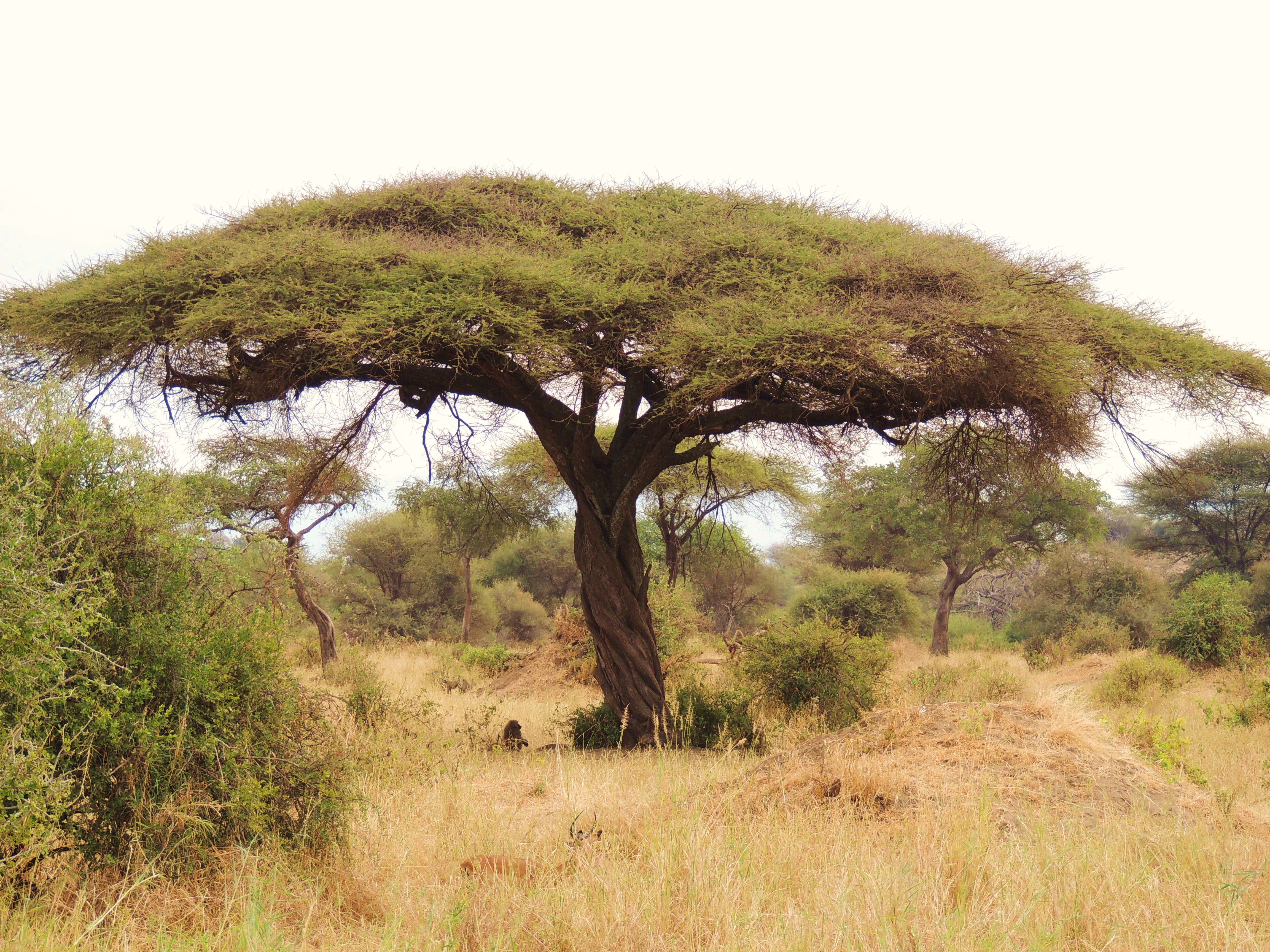
پوشش گیاهی منطقه حفاظت شده عروق بنی معارض

عروق بنی معارض یک منطقه حفاظت‌شده در جنوب عربستان سعودی، واقع‌شده در لبه غربی ربع الخالی است. این منطقه حفاظت‌شده به سه بخش تقسیم شده‌است؛ بخش هسته ذخیره‌گاه طبیعی، یک بخش که چرای کنترل‌شده در آن مجاز است و یک بخش برای شکار.
عروق بنی معارض منطقه‌ایست که تیزشاخ عربی پیش از انقراض در طبیعت در آنجا زندگی می‌کرد. این ذخیره‌گاه طبیعی برای برنامه شناساندن دوباره تیزشاخ به طبیعت گزیده شده‌است. این مکان همچنین برای زندگی گله‌های آهوی ایرانی، آهوی کوهی و شترمرغ مناسب شناخته شده‌است.
بین سال‌های ۱۹۹۵ تا ۲۰۱۳، حدود ۱۴۹ تیزشاخ عربی در این ذخیره‌گاه رهاسازی شدند و در سال ۲۰۱۳ تخمین زده شد که حدود ۵۰۰ تا از آن در آن حضور داشتند. ذخیره‌گاه بدون حصار است، بنابراین در حال حاضر این تنها جمعیت از تیزشاخ‌ها در طبیعت است.